# Сарытобе (Карагандинская область)
Сарытобе́ (каз. Сарытөбе) — село в Бухар-Жырауском районе Карагандинской области Казахстана, входит в состав Кокпектинского сельского округа. 

## География
Населённый пункт расположен в центральной части Бухар-Жырауского района, в 26,6 километрах (по автодороге) к северо-востоку от административного центра сельского округа села Кокпекты, в 19,5 километрах к западу от районного центра посёлка Ботакара и в 50 километрах к северо-востоку от областного центра города Караганда. Соседние сёла: Петровка в 2 километрах к юго-востоку, Ботакара в 6 километрах к северо-востоку, Ботакара в 9 километрах к востоку. Транспортное сообщение осуществляется автомобильной дорогой республиканского значения Р-37 «Бастау—Актау—Темиртау». Высота центра села — 514 метров над уровнем моря.

## Население
| Численность населения | Численность населения | Численность населения | Численность населения |
| 1989                  | 1999                  | 2009                  | 2021                  |
| --------------------- | --------------------- | --------------------- | --------------------- |
| 666                   | ↘617                  | ↗639                  | ↘526                  |

национальный состав
Процентное соотношение численно-преобладающих национальностей села согласно переписи населения 1989 года:
| Национальность | Процентное соотношение |
| -------------- | ---------------------- |
| русские        | 34 %                   |
| казахи         | 25 %                   |
| другие         | 41 %                   |